# Les Trois Stooges contre les hors-la-loi
Pour plus de détails, voir Fiche technique et Distribution.
Les Trois Stooges contre les hors-la-loi (titre original : The Outlaws is Coming) est un film américain de Norman Maurer sorti en 1965.

## Synopsis
En 1871, des troupes d'Amérindiens sont dominés puis massacrés par un hors-la-loi. Kenneth Cabot, un journaliste, est envoyé sur place pour enquêter. Il rencontre les trois Stooges, déguisés en Amérindiens. Ensemble, ils retrouvent le hors-la-loi nommé Roden et, avec beaucoup de courage, finissent par triompher sur ce dernier...

## Fiche technique
- Titre original : The Outlaws is Coming
- Réalisation : Norman Maurer
- Scénario : Elwood Ullman d'après une histoire de Norman Maurer
- Photographie : Irving Lippman
- Montage : Aaron Nibley
- Musique : Paul Dunlap
- Producteur : Norman Maurer
- Genre : Comédie, Western
- Pays :  États-Unis
- Durée : 88 minutes (1 h 28)
- Date de sortie :
  - États-Unis : 1er janvier 1965
  - Mexique : 9 décembre 1965
- Affiche : Georges Kerfyser (France)

## Distribution
- Joe DeRita (VF : Lucien Bryonne) : Curly Joe
- Larry Fine (VF : Jean Berton) : Larry
- Moe Howard (VF : Jean Daurand) : Moe
- Adam West (VF : Philippe Ogouz) : Kenneth Cabot
- Nancy Kovack : Annie Oakley
- Mort Mills (VF : Michel Gatineau) : Trigger Mortis
- Don Lamond (VF : Henry Djanik) : Rance Roden
- Rex Holman : Sunstroke Kid
- Emil Sitka (VF : Guy Piérauld) : M. Abernathy / le sorcier / le colonel de cavalerie
- Henry Gibson (VF : Teddy Bilis) : Charlie Horse
- Murray Alper (VF : Jacques Deschamps) : le chef Crazy Horse
- Tiny Brauer (VF : Jean Violette) : le barman
- Sidney Marion : Hammond
- Jeffrey Alan : Kid